# Choroń
Choroń – wieś w Polsce położona w województwie śląskim, w powiecie myszkowskim, w gminie Poraj.

## Położenie geograficzne
Choroń jest oddalony o około 3,5 km od linii kolejowej, istnieje też możliwość bezpośredniego dojazdu z Częstochowy. Wieś sąsiaduje z Porajem, Dębowcem i Biskupicami.

## Nazwa
Miejscowość ma metrykę średniowieczną i założona została w początku XIV wieku na prawie polskim. Wymieniana w latach 1306–1308 w różnych formach Chozun, Choruncz, Chorun, Chorim, Thorun, Chron, Chorvn, Choron, Chorune, Choruny, a także 1400 Chorun, 1532 Chorune, 1542 Magna Chorani, 1564 Choruny, 1680 Chorun, 1880 Choroń  .
Nazwa pochodzi od nazwy osobowej Chorun z sufiksem -jь wywodzącej się od nazwy apelatywnej chory oznaczającej kogoś cierpiącego na chorobę.

## Historia
Wzmiankowany początkowo jako własność biskupa krakowskiego, a później Krystyna z Koziegłów, Hińczy z Rogowa oraz Myszkowskich.
W 1424 miejscowość zanotowana w historycznym dokumencie mówiącym, że król polski Władysław Jagiełło na prośby Krystyna przenosi z prawa polskiego na prawo średzkie należące do niego wsie leżące w ziemi krakowskiej: Choroń, Oltowiec, Mirów, Kotowice, Postawczowice, Jaworznik, Dupice, Żerkowice, Siamoszyce, Giebułtów, Kowalów i Kowalików .
W 1439 bracia Koziegłowscy: Jan starszy, Krystyn oraz ich brat przyrodni Jan młodszy, synowie oraz dziedzice zmarłego kasztelana sądeckiego Krystyna z Koziegłów na podstawie uzgodnień podzielili się spadkiem. Janowi starszemu przypadły 4 kuźnice, miasto Koziegłowy oraz Zamek w Koziegłowach. Do majątku tego przynależały również okoliczne wsie w tym m.in. Choroń. W 1440 Jan z Koziegłów sprzedał wieś wraz z inwentarzem oraz zasiewami folwarcznymi za 400 grzywien Piotrowi z Zebrzydowic. W 1532 król polski Zygmunt Stary zatwierdził przebieg granicy pomiędzy wsią królewską Biskupice leżącą w starostwie olsztyńskim i znajdującej się w tenucie kasztelana lędzkiego Piotra z Opalenicy, a wsią Choroń należącą wówczas do kasztelana wieluńskiego Marcina Myszkowskiego .
Od XVI w. istnieje tu filia parafii z Przybynowa. W 1657 zbudowany został kościół parafialny. W I połowie XIX wieku zbudowany został dwór.
Miejscowość wymieniona została w powiecie będzińskim w gminie Choroń, parafia Przybynów w XIX-wiecznym Słowniku geograficznym Królestwa Polskiego. Gmina podlegała okręgowi IV w Koziegłowach i w 1880 mieszkało w niej w sumie 2974 osób. Doba te składały się z folwarków Choroń i Przybnów oraz osad Baranowizna, Całgów, Rajczyk, Pohulanka lub Babia Góra i wsi: Choroń, Przybnów, Zaborze, Poraj. Dobra te nabyte zostały w 1865 za 85 000 rubli srebrnych przez hrabiego Seweryna Uruskiego.
W 1827 w Choroniu znajdowały się 53 domy zamieszkiwane przez 400 mieszkańców. W 1880 wieś miała w sumie 3082 mórg rozległości w tym folwark Choroń liczył 489 m. gruntów ornych oraz ogrodów, 86 m. łąk, 17 m. pastwisk, 1616 m. lasów oraz 29 m. nieużytków lub placów. Rolnicy stosowali w uprawach płodozmian 9 polowy. Miejscowość w większości była wówczas drewniana i miała 8. budowli murowanych. We wsi znajdowały się pokłady torfu, kamienia wapiennego i marglu. Funkcjonowały tu zakłady przemysłowe: gorzelnia oraz 5 młynów. Ludność miejscowa trudniła się rolnictwem oraz wyrobem płótna.
W latach 1912–1929 gruntownie przebudowany został kościół parafialny.
21 sierpnia 1943 Niemcy rozstrzelali 11 mieszkańców wsi, 4 osoby aresztowano, a następnie zamordowano w lesie Zalesice, koło Julianki
W latach 1949–1952 odbyła się gruntowna przebudowa kościoła parafialnego. W 2008 otwarto Dom Kultury w Choroniu.
Do 1925 roku istniała gmina Choroń. W latach 1954–1972 wieś należała do gromady Choroń, a była jej siedzibą do 1959 r. W latach 1975–1998 miejscowość administracyjnie należała do województwa częstochowskiego.

## Turystyka
Około 4 km na południowy zachód od wsi znajduje się zalew, gdzie można uprawiać sporty wodne. Zabytkowy kościół z XVII wieku. Aleja lipowa, również z XVII w. Ośrodek sportowy, w którego skład wchodzą: boisko do piłki nożnej, kort tenisowy, bieżnia, boiska do siatkówki i koszykówki. Atrakcją turystyczną i geologiczną są nieczynne Kamieniołomy w Choroniu.

## Parafia rzymskokatolicka
W czerwcu 1916 roku powstała rzymskokatolicka parafia w Choroniu, wydzielona z parafii św. Mikołaja w Przybynowie. Erygowana została przez biskupa kieleckiego, Augustyna Łosińskiego.

## Galeria

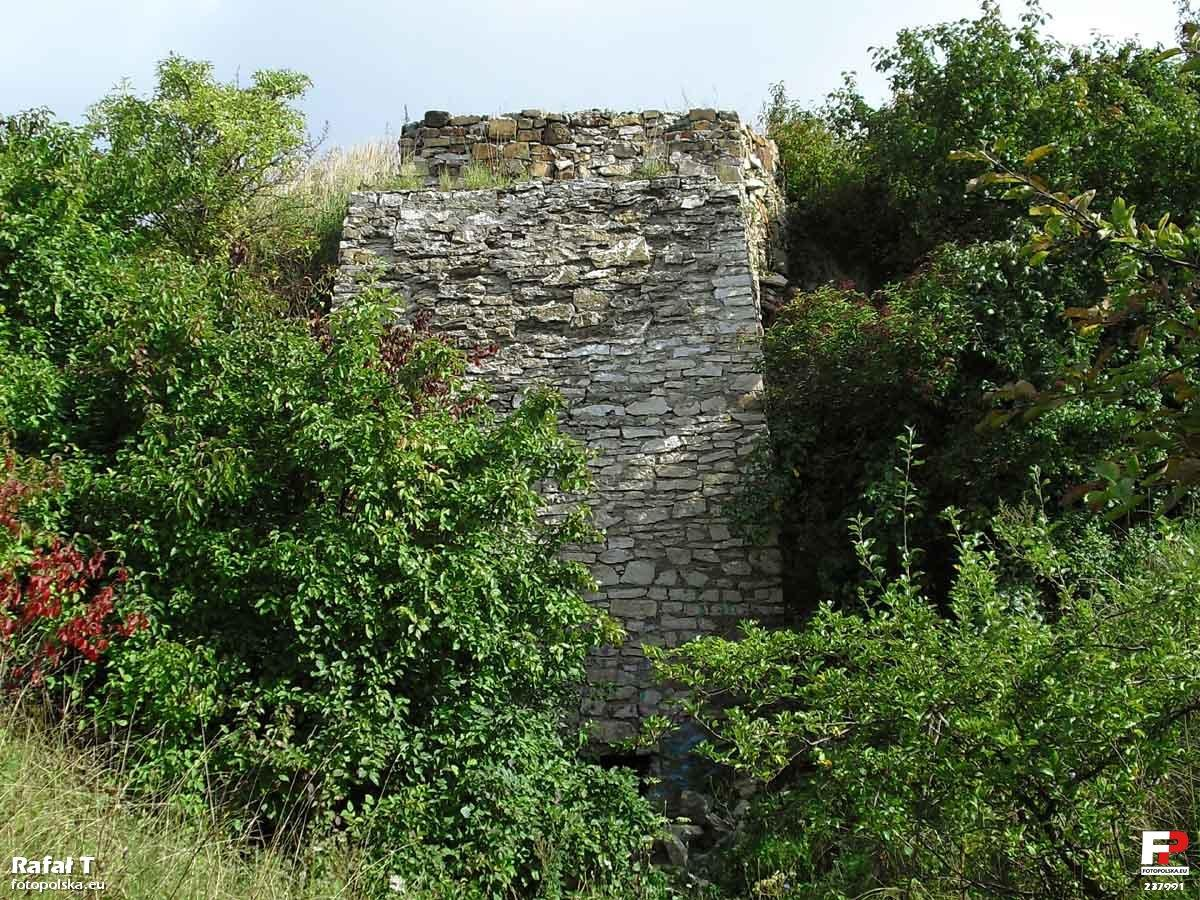
Ruiny jednego z wapienników
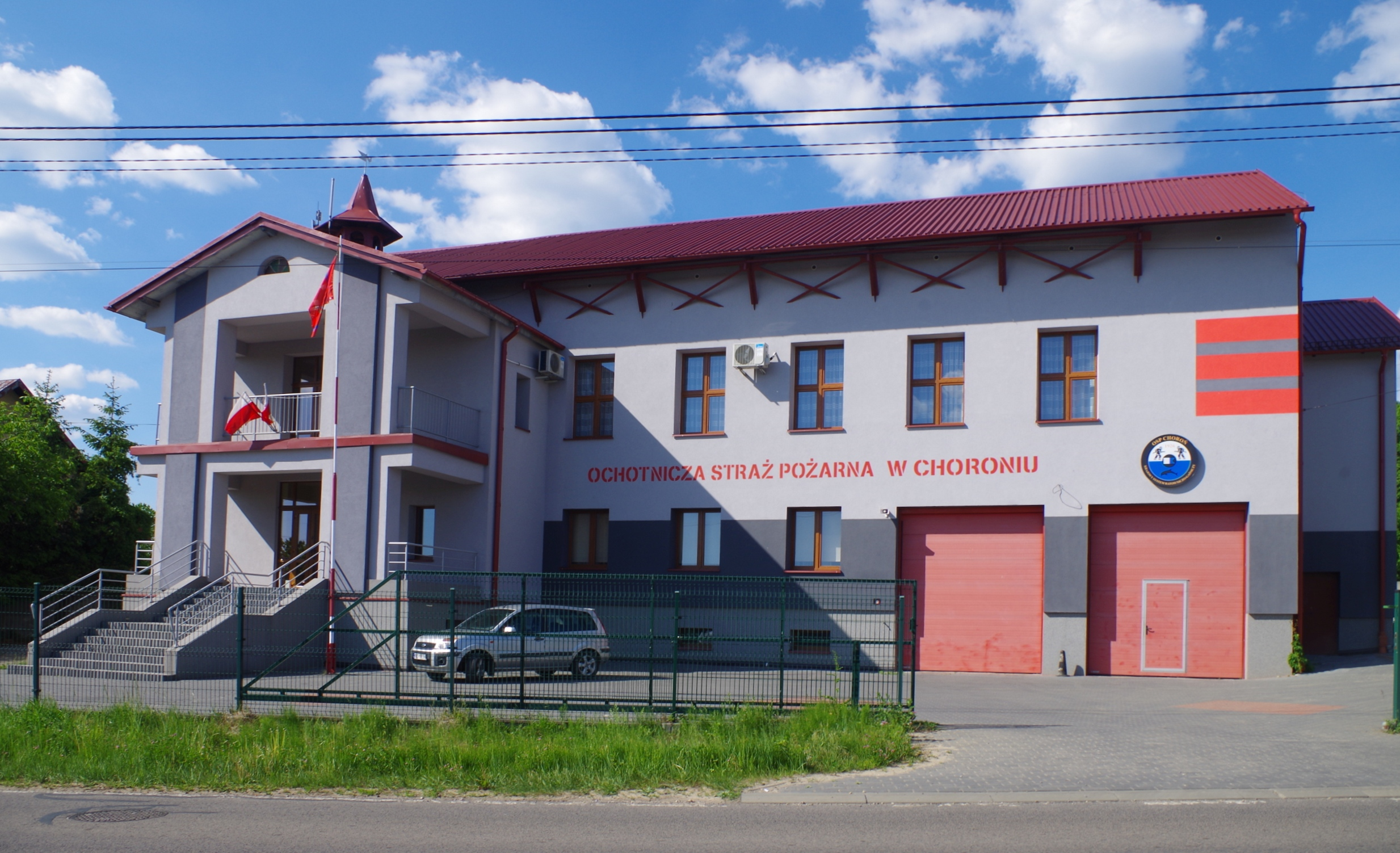
Remiza OSP
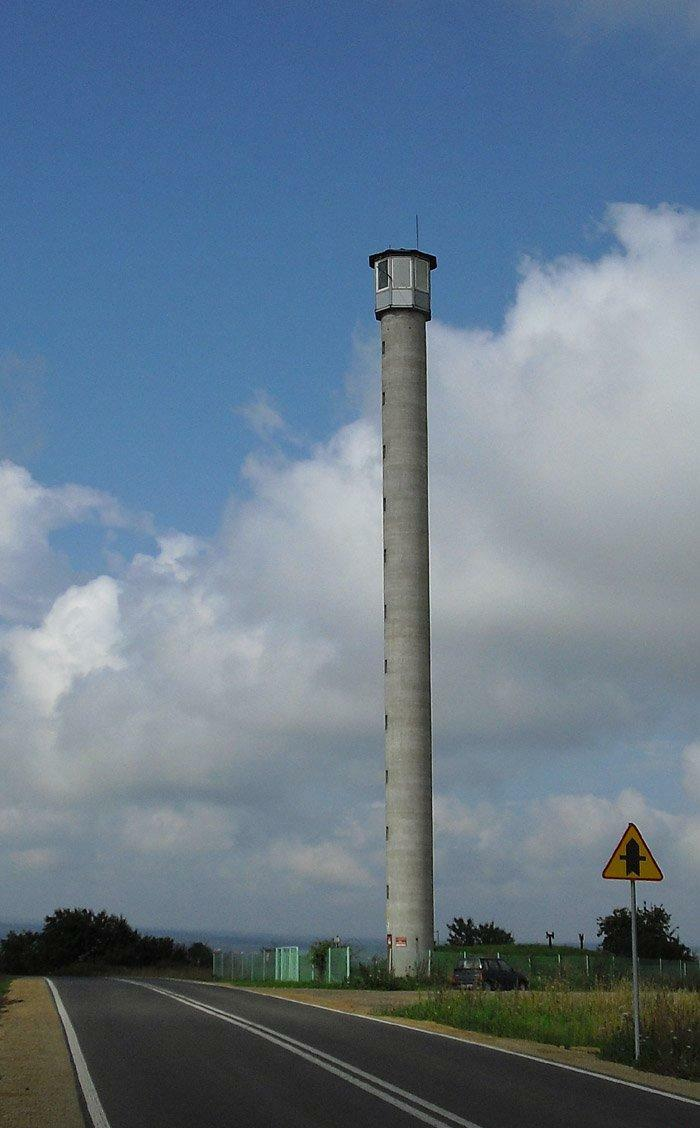
Wieża przeciwpożarowa
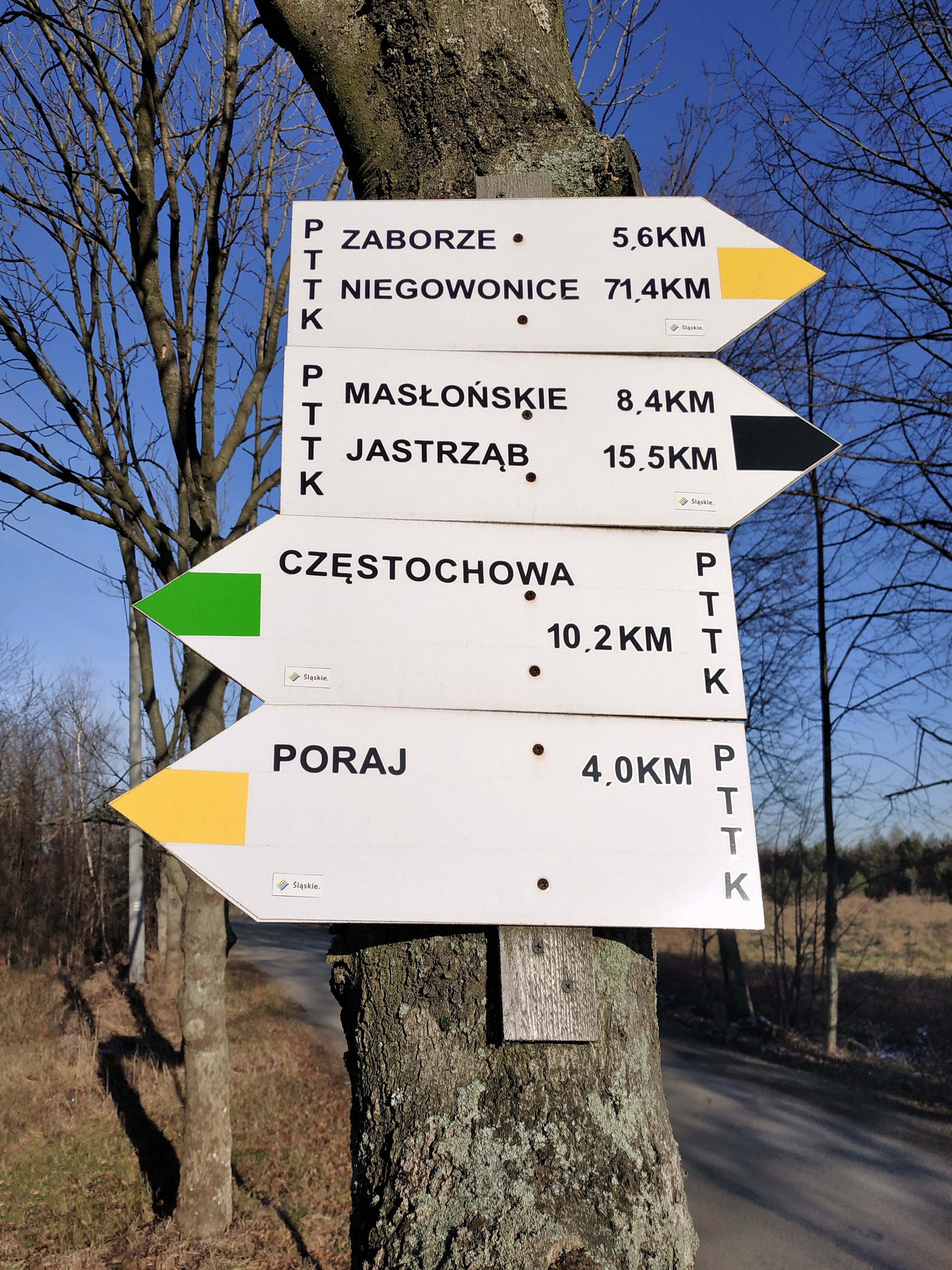
Szlaki turystyczne w Choroniu